# 정난주
정난주는 정약용의 조카딸이다. 천주교를 전파하다 붙잡혀,제주도로 끌려가서 평생 노비로 살다 죽었다는 기록이 있다.